# Міський транспорт Стамбула

Схема рейкових та автобусних мереж Стамбула

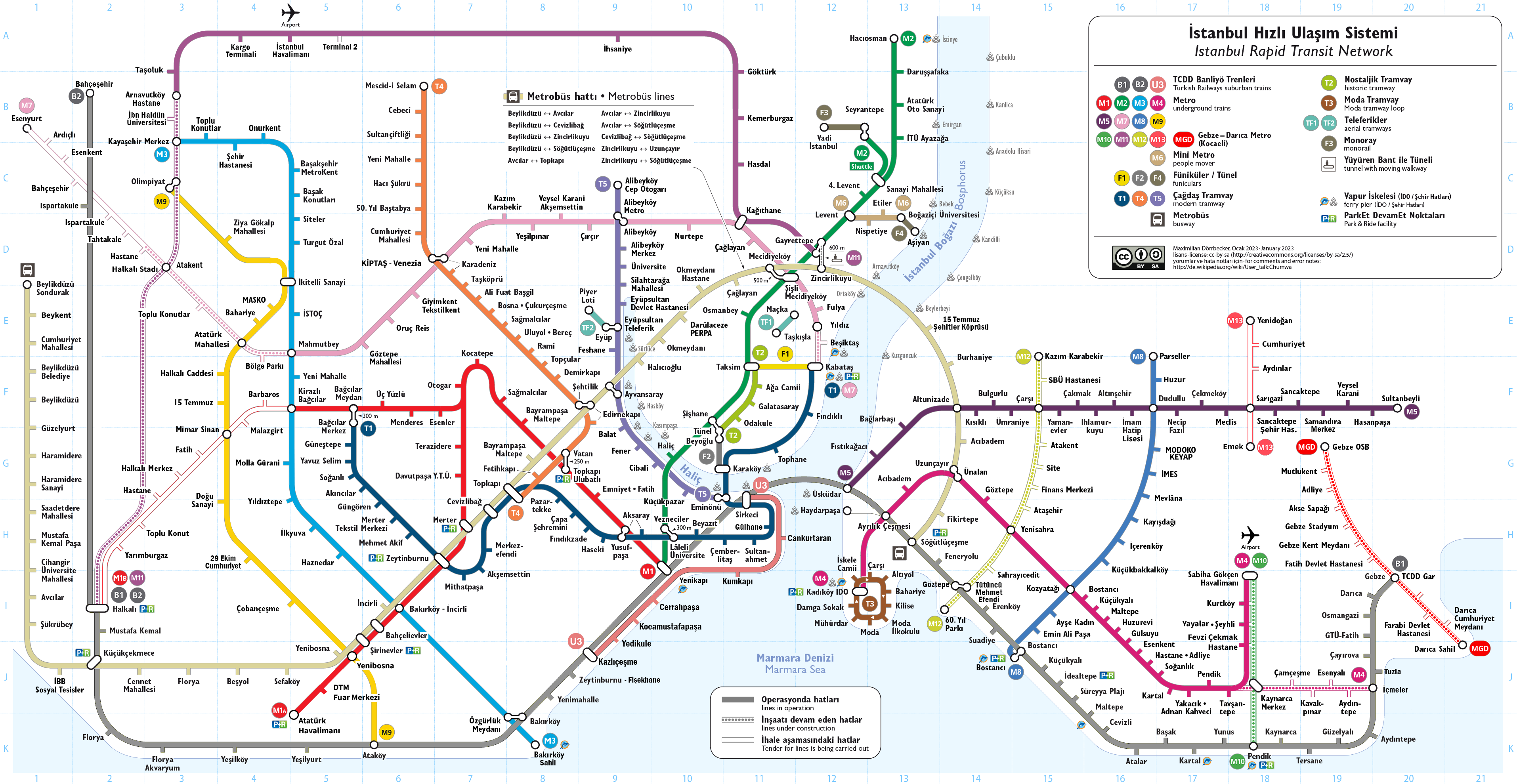
Схема громадського транспорту Стамбула

Міський транспорт Стамбула — мережа міського транспорту, що обслуговує тринадцятимільйонний мегаполіс Стамбула, що покриває територію понад 5700 км2 і складається з мережі автобусних маршрутів, різних ліній рейкового транспорту, а також поромів.

## Історія
Історія громадського транспорту в Стамбулі бере свій початок зі створення мережі конок наприкінці XIX століття. 30 серпня 1869 Костянтин Крепано Ефенді уклав із урядом Османської імперії договір на обслуговування своєї фірмою «Société des Tramways de Constantinople» громадського транспорту в Стамбулі строком на 40 років. Перші вагони конки почали курсувати у 1871 році по чотирьох лініях: Азапкапи — Галата, Аксарай — Йедикуле, Аксарай — Топкапи і Еміньоню — Аксарай. При влаштуванні конки використовувалася метрова колія. У 1912 році конка була змушена зупинити рух на рік через мобілізацію всіх коней для потреб армії на час першої Балканської війни.
2 лютого 1914 був пущений електричний трамвай. Електрифікація була здійснена повітряним контактним проводом. На азійській стороні трамвай почав курсувати 8 червня 1928 на лінії Ускюдар — Кисикли. До п'ятидесятих років XX століття протяжність обох мереж досягла 150 кілометрів.
30 липня 1871, одночасно зі спорудженням конки на європейській стороні, почалося спорудження Тюнеля — лінії підземного фунікулера. Рух було запущено 5 грудня 1874 і 17 січня 1875 Тюнель відкрився для пасажирів і став другим у світі метрополітеном. Лише в 1896 році в континентальній Європі відкрився електричний метрополітен у Будапешті, відібравши пальму першості у 573-метрової лінії на кінній тязі. Тюнель було електрифіковано лише в 1910 році.
Приміське сполучення залізницею було встановлено в 1872 році на європейській стороні від вокзалу Сіркеджі до Хадимкьоя. В Анатолії приміське сполучення було організовано в 1873 році від вокзалу Хайдарпаша до Ізміта. Ці дві лінії практично без змін обслуговували міські та приміські перевезення до недавнього часу. У 2013 році обидві лінії були закриті на реконструкцію у зв'язку з будівництвом тунелю Мармарай під Босфором.
Організовані перевезення через Босфор поромами були відкриті в 1851 році указом султана Абдул-Меджида I. До цього відбувалися пасажирські перевезення приватними поромами. З 1853 перевезення здійснювалися закупленими в Англії колісними пароплавами. З 1904 року почався перехід на гвинтові пароплави. У 1867 році на маршруті Кабаташ — Ускюдар був запущений перший у світі пором, що ходить за розкладом. Всі пороми були націоналізовані в 1945 році.
Автобусне сполучення у Стамбулі відкрилося в 1926 році на лінії Беязіт — Каракьой на європейському березі.
27 травня 1961 в Стамбулі була відкрита лінія тролейбуса на маршруті Топкапи — Еміньоню. Деякий час тролейбусна мережа росла одночасно зі скороченням трамвайної, проте згодом тролейбус в Стамбулі був також закритий.

## Рейковий транспорт
Рейковий транспорт Стамбула представлений чотирма лініями метрополітену, двома лініями фунікулеру (не рахуючи підвісної канатної дороги, яка не є рейковою), двома лініями ностальгічного трамваю, двома лініями сучасного трамваю і лініями міської електрички.

### Метрополітен
Стамбульський метрополітен — мережа позавуличного міського рейкового транспорту — складається з чотирьох ліній, з 73 станціями (на 2017 рік). Три лінії: M1, M2, M3 та М6 — розташовані на фракійському березі, а M4 та М5 обслуговують анатолійський берег. Лінії M1 і M3 мають відгалуження, а на лінії M2 працює човник від станції Санаї Махаллесі до арени Сейрантепе.
| Лінія | Кінцеві                                 | Довжина | Станцій         | Примітки                                                              |
| ----- | --------------------------------------- | ------- | --------------- | --------------------------------------------------------------------- |
| M1A   | Ататюрк Хавалімані (Аеропорт) ↔ Аксарай | 19.2 км | 17              | ведуться роботи з продовження на південь до Енікапи.                  |
| M1B   | Отогар ↔ Киразли                        | 5.8 км  | 5               | відкрита в червні 2013.                                               |
| M2    | Енікапи ↔ Хаджиосман-Сейрантепе         | 20.0 км | 13              | планується з'єднання з лінією M1                                      |
| M3    | Киразли ↔ Метрокент, Киразли ↔ Олімпіят | 15.9 км | 11              | планується продовження на південь на 9 км, 8 станцій до Бакиркьой.    |
| M4    | Кадикьой ↔ Картал                       | 21.3 км | 16              | будується продовження на 5.2 км з трьома станціями на південний схід. |
| M5    | Ускюдар ↔ Чекмекьой-Санджактепе         | 20.0 км | 16 (будується)  | будується, відкриття заплановане на 2015                              |
| M6    | Кабаташ ↔ Махмутбей                     | 22.9 км | 19 (планується) | лінія планується                                                      |
| M7    | Бакиркьой ↔ Бейликдюзу                  | 25.0 км | 15 (планується) | лінія планується                                                      |
| MM    | Левент ↔ Хісарюстю                      | 4.2 км  | 5 (будується)   | йде будівництво, відкриття було заплановане на 2014                   |

### Міська електричка
До 2013 року в місті діяло дві лінії міської електрички. Лінія B1 Сіркеджі — Халкали на європейському березі і B2 Хайдарпаша — Гебзе в Анатолії. Однак, у зв'язку з будівництвом тунелю Мармарай під Босфором і капітальним оновленням залізничної інфраструктури, з 1 березня 2013 маршрут B1 на європейському березі скорочений і охоплює тільки ділянку Сіркеджі — Єдикуле, а з 19 червня того ж року весь маршрут B2 на азійському березі скасований. Заявлений термін закриття руху становить 24 місяці.
29 жовтня 2013 року по тунелю Мармарай почався рух поїздів. Потяги йдуть від станції Казличешме в Європі до станції Айриликчешме в Азії, проходячи по шляху через три підземні станції: Енікапи, Сіркеджі і Ускюдар.

### Трамвай
У Стамбулі діє дві лінії сучасного трамвая, а також дві короткі лінії, які обслуговуються історичними вагонами і мають скоріше туристичне, ніж транспортне значення.
| Лінія | Кінцеві                    | Довжина | Станцій | Примітки                                      |
| ----- | -------------------------- | ------- | ------- | --------------------------------------------- |
| Т1    | Кабаташ ↔ Багджилар Меркез | 19,5 км | 31      |                                               |
| Т3    | Кадикьой кільцева          | 2,6 км  | 10      | Історичний трамвай навколо Моди.              |
| Т4    | Топкапи ↔ Месджид-і Селам  | 15,3 км | 22      | Планується продовження на північ до Хабіблер. |
| Т5    | Тюнел ↔ Таксим             | 1,64 км | 5       | Історичний трамвай.                           |

Маршрут Т2 був об'єднаний з маршрутом Т1 в 2011 році.
Маршрут Т4 також називається легким метро (тур. hafif metro). 11 станцій з 22-х розташовані під землею, підземні ділянки ізольовані від інших видів транспорту, що дозволяє класифікувати лінію як легкорейсовий транспорт. Також до  hafif metro  відносять лінію метро M1, повністю ізольовану від інших видів транспорту і пішоходів, але вона має багато наземних і естакадних ділянок.

### Фунікулер
У Стамбулі діють три лінії підземного фунікулера: Тюнель, відкритий 17 січня 1875 має лінію довжиною 573 метра, що сполучає станції Каракьой і Бейоглу, нова лінія фунікулера F1, відкрита 29 червня 2006, протяжністю 600 метрів, що з'єднує станції Кабаташ і Таксим та лінія фунікулера F3

## Автотранспорт

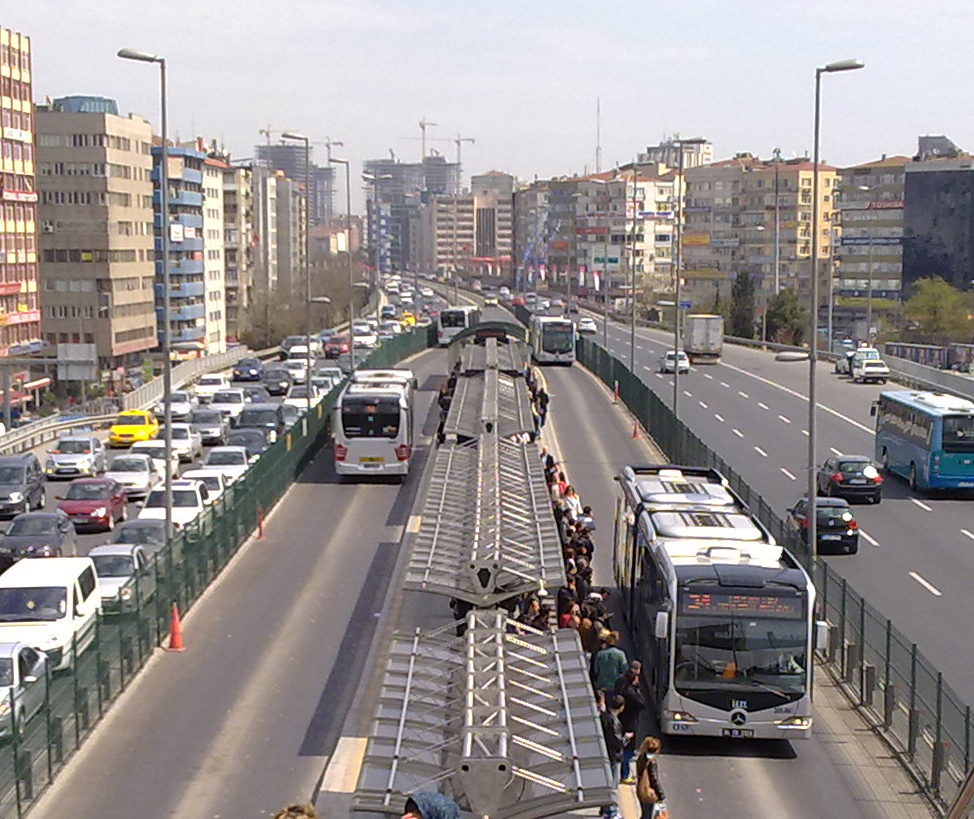
Лінія метробуса

Автотранспорт в Стамбулі представлений лінією швидкісного автобуса — метробуса (тур. metrobüs) і мережею міських автобусів, частина з яких обслуговується муніципальною компанією İETT, а частина — приватними компаніями (по-турецьки маркуються ÖHO — Özel Halk Otobüsü — Приватний громадський автобус). Автобусний парк налічує 5356 машин виробництва MAN, Ikarus, Mercedes-Benz, BMC, Phileas, Otokar, Temsa і Güleryüz. Кількість поїздок за добу у 2012 році оцінено в 3 621 908 пасажирів, що становить 30% всіх міських перевезень.

### Швидкісний автобус
Швидкісний автобус Стамбула являє собою ізольовану від іншого транспорту дорогу для автобусів, прокладену головним чином уздовж осьового шосе D100, що охоплює центр мегаполіса і сполучає європейський і азійський береги по Босфорському мосту. На більшій частині лінії організовано лівосторонній рух і станції з острівними платформами для пасажирів. У 2012 році було відкрито продовження на європейському березі до Бейликдюзю. Уздовж лінії встановлено кілька маршрутів з різними кінцевими.

## Водний транспорт
Перші пороми через Босфор були запущені в 1837 році. До відкриття Босфорського моста в 1973 році пороми були єдиним видом транспорту, що зв'язували європейську та азійську частини міста. У 1988 році був відкритий міст Султана Мехмета, а в 2013 році було відкрито залізничний тунель Мармарай.
Сьогодні водні перевезення в Стамбулі здійснюються швидкими поромами İDO (тур. İstanbul Deniz Otobüsleri — Стамбульські морські автобуси) і традиційними поромами (тур. Vapuru). В основному пороми обслуговують пасажиропотоки Європа — Азія. Назва традиційних поромів походить від тур. yolcu vapuru — пасажирський пароплав, але сьогоднішні пороми обладнані двигунами внутрішнього згоряння. Так як мережа поромів у Стамбулі пов'язана з іншими видами громадського транспорту, на поромах немає резервування місць, оплата проїзду проводиться при вході і як валідні квитки приймаються транспортні карти, що діють на інших видах транспорту — AKBİL.

## Оплата проїзду
У Стамбулі діє єдина електронна карта для оплати проїзду на автобусах, фунікулерах, метро, трамваї, приміських поїздах і поромах — тур. Istanbulkart. Система використовує RFID — мітки.